# Spongyabob Kockanadrág (szereplő)
SpongyaBob Kockanadrág (eredeti név: SpongeBob SquarePants) egy kitalált karakter, a SpongyaBob Kockanadrág című rajzfilmsorozat főszereplője. Eredeti hangja Tom Kenny; magyar hangja az első és a harmadik évad között Minárovits Péter, aki eredetileg a filmben is szinkronizálta volna, majd a harmadik évad második szinkronjában és a 4. évadtól kezdve Baráth István, az énekhangja a legtöbb részben a harmadik évad második szinkronja és a nyolcadik évad között Seszták Szabolcs. Először a sorozat legelső epizódjában, az Alkalmazott kerestetikben jelent meg.
A 2020-as SpongyaBob: Spongya szökésben című film megjelenésekor Spongyabob a Nickelodeon Movies kabalája lett és szerepel a cég logóján.

## Karaktere
Spongyabob egy tengeri szivacs, bár jobban hasonlít egy mosogatószivacshoz. Nagyon kedves, de ugyanannyira naiv is, sok hazugságot elhisz. Ha valamire felkészült, akkor gyakran mondogatja többször egymás után, hogy: Készen állok. Kedvenc szabadidős tevékenységei közé tartozik a buborékfújás, a karatézés, és a medúzavadászat.
Spongyabob a sorozat nagy részében ugyanolyan ruhát visel: fehér ing és barna, kocka alakú nadrág, piros nyakkendő, fehér alsógatya, fekete cipő, valamint egy fehér-piros csíkos zokni. A munkahelyén ehhez vesz fel egy sapkát, melyen egy vasmacska van. Vannak helyzetek, amikor másféle ruhában van, pl.: a strandon játszódó részeknél kék rövidnadrágot visel, ugyancsak fekete cipővel.
Spongyabob egy kétemeletes ananászházban él háziállatával, Csigusszal. A ház tartalmaz hálószobát, nappalit, mosdót, konyhát és egy hatalmas könyvtárat, benne egy nagy fotellal. A könyvtárban van egy kisebb szoba, ahol a ruháit tárolja.
Spongyabob egy közeli étteremben, a Rozsdás Rákollóban dolgozik szakácsként és takarítóként, valamint általában ő akadályozza meg az étterembe betörő Planktont. Ő készíti el az étterem specialitását, a herkentyűburgert. A karakter elég munkamániás, imád ott dolgozni, többször is ő volt már a hónap dolgozója. Az étteremben dolgozik még Tintás Tunyacsáp, Spongyabob szomszédja, akinek nehezére esik elviselni őt. Az étterem főnöke a kapzsi és pénzéhes Rák úr, aki kihasználva Spongyabob munkamániáját kevés fizetést ad neki.
A munka mellett Spongyabob eljár Puff asszony motorcsonakvezetői iskolájába, hogy megszerezze a jogosítványt. Ám borzalmas sofőr, több balesetet is okozott már a gyakorlópályán, és Puff asszony is többször megjárta már miatta.
Spongyabob legjobb barátja és egyben másodszomszédja Csillag Patrik, aki amellett hogy ostoba, legalább olyan naiv, mint Spongyabob. Barátja még Szandi Csovi, egy Texasból  származó mókus, aki levegősisakban él, és akivel gyakran szokott karatézni. Emellett Spongyabob még a barátjának tekinti Tunyacsápot is, bár Tunyacsáp mérhetetlenül utálja Spongyabobot és Patrikot is.